# Анархический чёрный крест
Анархический чёрный крест (АЧК), в прошлом Анархический Красный крест, — анархистская организация взаимопомощи.
Известна благодаря своим усилиям по распространению политической литературы среди заключённых, однако также снабжает заключённых по всему миру материальной и юридической помощью.
Обычно противопоставляет себя Amnesty International, сосредоточенной исключительно на узниках совести и отказывающейся защищать обвиняемых по уголовным статьям.
АЧК открыто поддерживает тех, кто нарушил закон сообразно с целями революции, что для анархистов считается правильным.

## История
Впервые АЧК был создан в Российской империи в начале XX века для помощи революционным социалистам и анархистам, которые в связи со своей борьбой попадали в тюрьмы и ссылки.
Сочувствующие решили организовать материальное снабжение каторжан. Данный Политический Красный Крест раскололся, когда представители социал-демократов начали отдавать предпочтение поддержке наиболее близких им заключённых, и для того, чтобы обеспечить поддержкой всех социалистов-революционеров независимо от их идеологической принадлежности, был создан Анархический Красный Крест.
К 1907 году, международное Движение Красного Креста распространилось на территории России, в Европе и Соединённых Штатах. Помимо этого, некоторые русские, избежавшие преследования, продолжили помогать своим ссыльным товарищам из-за границы.
С падением империи и последовавшей за этим амнистией политзаключённых в 1917 году, исчезла необходимость в Красном Кресте в его прежнем виде, однако с усилением большевиков и ростом репрессий, анархисты вернулись к практике помощи заключённым. Позднее группа сменила название, дабы снять ассоциации с международным гуманитарным Обществом красного креста.

### Анархический Чёрный Крест в СССР
После Февральской революции вопрос об организации Чёрного Креста впервые поднимался на конференции 17 городов Юга России в июле 1917 в связи с репрессиями против анархистов со стороны Временного правительства; конференция рекомендовала восстановить организацию АЧК. Всероссийский Чёрный Крест был создан к концу 1918 при Секретариате "Всероссийской федерации анархистов-коммунистов" по инициативе лидера Федерации А. Карелина. В состав всероссийской структуры вошли группы Чёрного Креста, уже существовавшие в Москве, Петрограде и некоторых других городах России; позже отделения Чёрного Креста существовали в Харькове, Одессе. Практически всё время существования Чёрного Креста его секретарём была Агния Солонович (жена Алексея Солоновича); в 1920-х в Секретариат входили также А. Андреев, В. Губерт-Поспелова, И. Уйттенховен-Иловайская Секретариат регулярно получал денежную помощь из США.
"В Питере анархо-синдикалисты усилили подпольную работу и организуют пропагандистские кружки для подготовки агитаторов для заводов. Секретариат ВФА (анархо-коммунистов) намечает на зимний период посылку книгонош по России. Им получается из Америки регулярная денежная помощь для «Чёрного креста». Деятельность анархистских групп успеха среди крестьян и рабочих не имеет и проводится большей частью среди студенчества" - из документов ОГПУ июль-сентябрь 1923

### Махновщина
В 1918 году, Нестор Махно организовал новые подразделения АЧК в качестве дополнения к РПАУ на Вольной территории.
В 1919 году, взрыв гранаты на съезде ЦК РКП(б) был использован как предлог для массовых арестов анархистов по всей России силами армии большевиков и ВЧК.

## Современное состояние
В 1960-х, АЧК был преобразован в Великобритании силами Кристи Стюарт и Альберта Мельцера, а основные силы были направлены на поддержку политзаключённых-анархистов во франкистской Испании. Основной причиной было знание Кристи об условиях заключения во Франкистской Испании, а также важность получения передач с едой. В то время не существовало интербригад, осуществлявших поддержку заключённым анархистам и участникам испанского сопротивления. Первым серьёзным мероприятием для группы стало обеспечение побега Мигеля Гарсии, которого Кристи встретила в тюрьме, после того, как он вышел на свободу. Он стал международным секретарём организации, содействуя освобождению остальных. Группа занималась также выпуском собственного издания — Чёрный Флаг — связанного с анархистской традицией классовой борьбы.
Ряд малых американских подразделений в 1995 году объединился для формирования Федерации анархического черного креста и объединения своих тактик по поддержке политзаключённых. Параллельная организация, Анархическое Объединение Чёрного Креста была создана в 2001, дабы решать вопросы заключённых на более общем уровне, и имеет меньший вступительный ценз. Анархисты участвовали в кампании по освобождению Мумии-Абу-Джамала, заключённого журналиста и бывшего участника Чёрных пантер.
В современной России АЧК ведёт список заключённых анархистов, помогает поддерживать с ними связь и оказывает материальную помощь как на юристов, так и на передачки, в том числе и идеологической литературы.
В феврале 2024 года американская Федерация анархического черного креста была признана Генпрокуратурой России нежелательной организацией.